# Grand Prix Stanów Zjednoczonych 2004
Grand Prix Stanów Zjednoczonych 2004 – dziewiąta runda Mistrzostw Świata Formuły 1 w sezonie 2004.

## Wyniki

### Sesje treningowe
| Nr Sesji | Nr | Kierowca           | Konstruktor | Czas     |
| -------- | -- | ------------------ | ----------- | -------- |
| 1        | 2  | Rubens Barrichello | Ferrari     | 1:11.354 |
| 2        | 2  | Rubens Barrichello | Ferrari     | 1:10.365 |
| 3        | 2  | Rubens Barrichello | Ferrari     | 1:10.911 |
| 4        | 9  | Jenson Button      | BAR-Honda   | 1:10.056 |

### Kwalifikacje
| P  | Nr | Kierowca             | Konstruktor(-silnik) | Opony | Czas     | Odstęp   | Strata   |
| -- | -- | -------------------- | -------------------- | ----- | -------- | -------- | -------- |
| 1  | 2  | Rubens Barrichello   | Ferrari              | B     | 1:10.223 | -        | -        |
| 2  | 1  | Michael Schumacher   | Ferrari              | B     | 1:10.400 | 0:00.177 | 0:00.177 |
| 3  | 10 | Takuma Satō          | BAR-Honda            | M     | 1:10.601 | 0:00.201 | 0:00.378 |
| 4  | 9  | Jenson Button        | BAR-Honda            | M     | 1:10.820 | 0:00.219 | 0:00.597 |
| 5  | 3  | Juan Pablo Montoya   | Williams-BMW         | M     | 1:11.062 | 0:00.242 | 0:00.839 |
| 6  | 4  | Ralf Schumacher      | Williams-BMW         | M     | 1:11.106 | 0:00.044 | 0:00.883 |
| 7  | 6  | Kimi Räikkönen       | McLaren-Mercedes     | M     | 1:11.137 | 0:00.031 | 0:00.914 |
| 8  | 17 | Olivier Panis        | Toyota               | M     | 1:11.167 | 0:00.030 | 0:00.944 |
| 9  | 8  | Fernando Alonso      | Renault              | M     | 1:11.185 | 0:00.018 | 0:00.962 |
| 10 | 14 | Mark Webber          | Jaguar-Cosworth      | M     | 1:11.286 | 0:00.101 | 0:01.063 |
| 11 | 16 | Cristiano da Matta   | Toyota               | M     | 1:11.691 | 0:00.405 | 0:01.468 |
| 12 | 5  | David Coulthard      | McLaren-Mercedes     | M     | 1:12.026 | 0:00.335 | 0:01.803 |
| 13 | 15 | Christian Klien      | Jaguar-Cosworth      | M     | 1:12.170 | 0:00.144 | 0:01.947 |
| 14 | 11 | Giancarlo Fisichella | Sauber-Petronas      | B     | 1:12.470 | 0:00.300 | 0:02.247 |
| 15 | 12 | Felipe Massa         | Sauber-Petronas      | B     | 1:12.721 | 0:00.251 | 0:02.498 |
| 16 | 18 | Nick Heidfeld        | Jordan-Ford          | B     | 1:13.147 | 0:00.426 | 0:02.924 |
| 17 | 19 | Giorgio Pantano      | Jordan-Ford          | B     | 1:13.375 | 0:00.228 | 0:03.152 |
| 18 | 20 | Gianmaria Bruni      | Minardi-Cosworth     | B     | 1:14.010 | 0:00.635 | 0:03.787 |
| 19 | 21 | Zsolt Baumgartner    | Minardi-Cosworth     | B     | 1:14.812 | 0:00.802 | 0:04.589 |
| 20 | 7  | Jarno Trulli         | Renault              | M     | -        | -        | -        |
| P  | Nr | Kierowca             | Konstruktor(-silnik) | Opony | Czas     | Odstęp   | Strata   |

### Wyścig

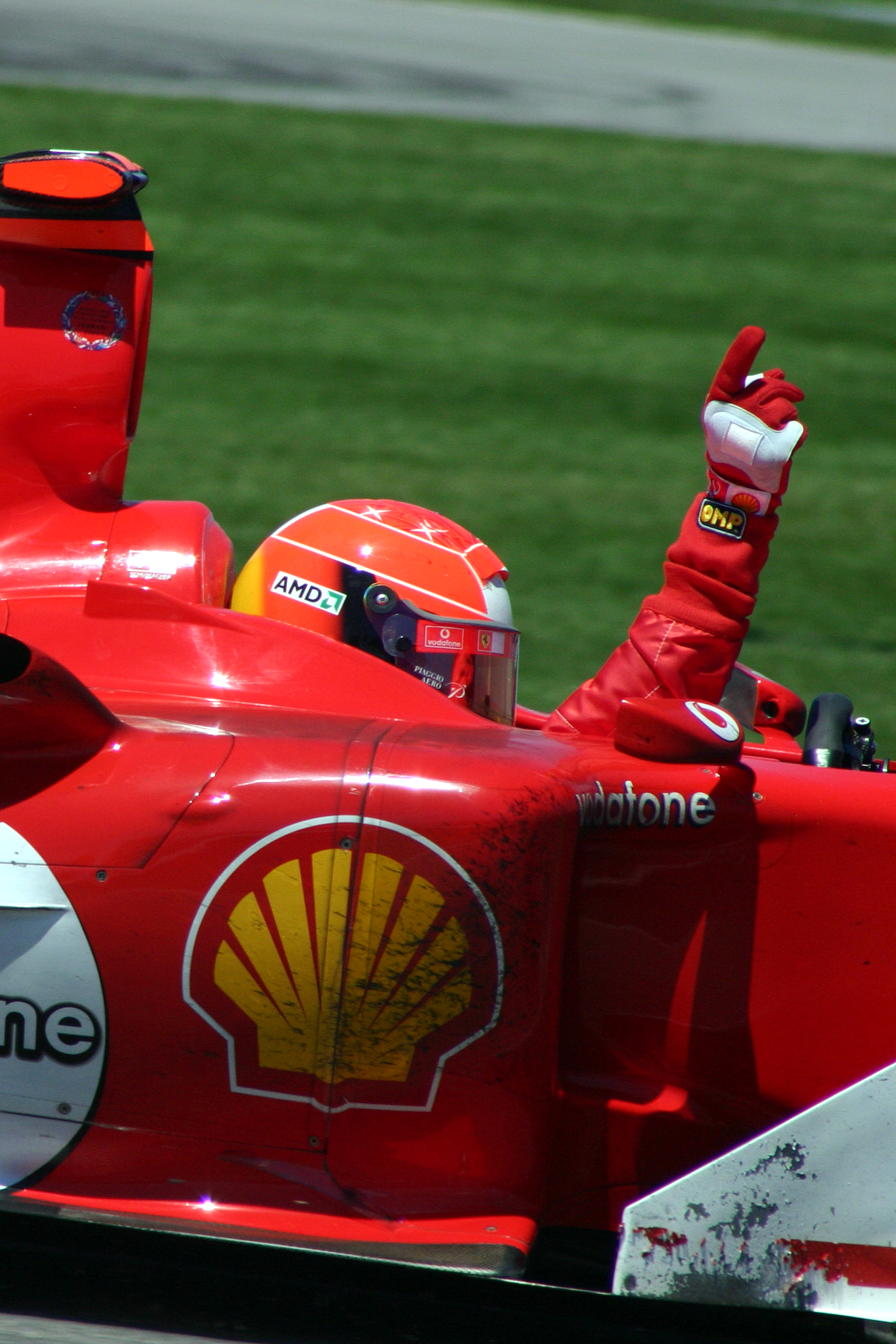
Michael Schumacher po zwycięstwie w wyścigu

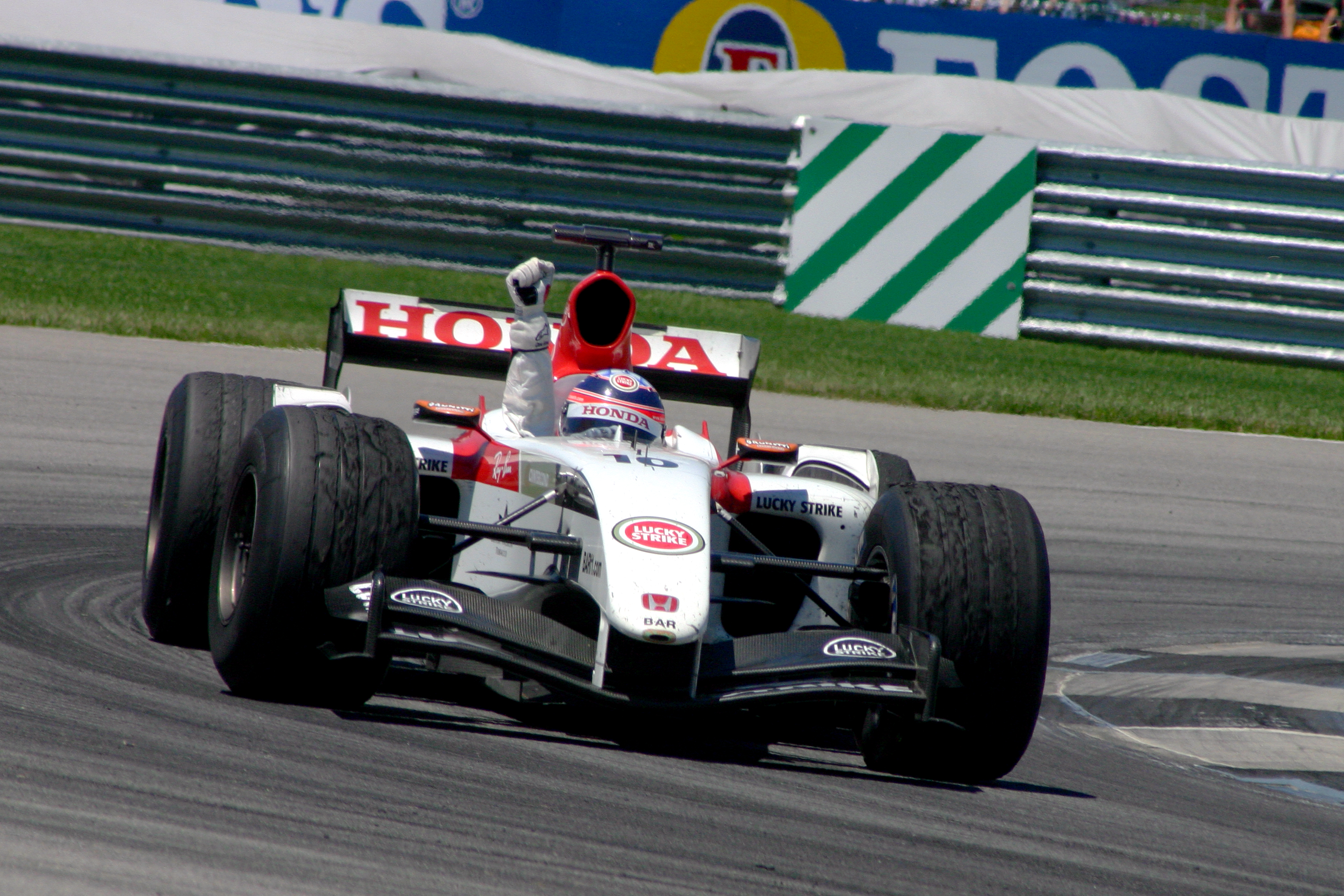
Takuma Satō po zajęciu trzeciego miejsca w wyścigu

| P                 | + / –     | Nr | Kierowca             | Konstruktor      | Opony | Okr. | Czas / Strata | Komentarz       |
| ----------------- | --------- | -- | -------------------- | ---------------- | ----- | ---- | ------------- | --------------- |
| 1                 | 1         | 1  | Michael Schumacher   | Ferrari          | B     | 73   | 1h40:29.914   |                 |
| 2                 | 1         | 2  | Rubens Barrichello   | Ferrari          | B     | 73   | +0:02.950     |                 |
| 3                 | Bez zmian | 10 | Takuma Satō          | BAR-Honda        | M     | 73   | +0:22.036     |                 |
| 4                 | 16        | 7  | Jarno Trulli         | Renault          | M     | 73   | +0:34.544     |                 |
| 5                 | 3         | 17 | Olivier Panis        | Toyota           | M     | 73   | +0:37.534     |                 |
| 6                 | 1         | 6  | Kimi Räikkönen       | McLaren-Mercedes | M     | 72   | +1 okr.       |                 |
| 7                 | 5         | 5  | David Coulthard      | McLaren-Mercedes | M     | 72   | +1 okr.       |                 |
| 8                 | 11        | 21 | Zsolt Baumgartner    | Minardi-Cosworth | B     | 70   | +3 okr.       |                 |
| 9                 | 5         | 11 | Giancarlo Fisichella | Sauber-Petronas  | B     | 65   | +8 okr.       | hydraulika      |
| Niesklasyfikowani |           |    |                      |                  |       |      |               |                 |
|                   |           | 14 | Mark Webber          | Jaguar-Cosworth  | M     | 60   |               | silnik          |
|                   |           | 18 | Nick Heidfeld        | Jordan-Ford      | B     | 43   |               | silnik          |
|                   |           | 9  | Jenson Button        | BAR-Honda        | M     | 26   |               | skrzynia biegów |
|                   |           | 16 | Cristiano da Matta   | Toyota           | M     | 17   |               | skrzynia biegów |
|                   |           | 4  | Ralf Schumacher      | Williams-BMW     | M     | 9    |               | wypadek         |
|                   |           | 8  | Fernando Alonso      | Renault          | M     | 8    |               | wypadek         |
|                   |           | 15 | Christian Klien      | Jaguar-Cosworth  | M     | 0    |               | wypadek         |
|                   |           | 12 | Felipe Massa         | Sauber-Petronas  | B     | 0    |               | wypadek         |
|                   |           | 19 | Giorgio Pantano      | Jordan-Ford      | B     | 0    |               | wypadek         |
|                   |           | 20 | Gianmaria Bruni      | Minardi-Cosworth | B     | 0    |               | wypadek         |
| Zdyskwalifikowani |           |    |                      |                  |       |      |               |                 |
|                   |           | 3  | Juan Pablo Montoya   | Williams-BMW     | M     | 57   |               | [ 1 ]           |
| P                 | + / –     | Nr | Kierowca             | Konstruktor      | Opony | Okr. | Czas / Strata | Komentarz       |

### Najszybsze okrążenie
| Nr | Kierowca           | Konstruktor | Opony | Czas     | Okr. |
| -- | ------------------ | ----------- | ----- | -------- | ---- |
| 2  | Rubens Barrichello | Ferrari     | B     | 1:10.399 | 7    |

## Klasyfikacja po wyścigu

### Kierowcy
| P  | +/− | Kierowca             | Starty | Punkty | P1 | P2 | P3 | PP | NO | NS |
| -- | --- | -------------------- | ------ | ------ | -- | -- | -- | -- | -- | -- |
| 1  | 0   | Michael Schumacher   | 9      | 80     | 8  | -  | -  | 5  | 6  | 1  |
| 2  | 0   | Rubens Barrichello   | 9      | 62     | -  | 6  | 1  | 1  | 2  | 0  |
| 3  | 0   | Jenson Button        | 9      | 44     | -  | 2  | 4  | 1  | -  | 1  |
| 4  | 0   | Jarno Trulli         | 9      | 41     | 1  | -  | 1  | 1  | -  | 1  |
| 5  | 0   | Fernando Alonso      | 9      | 25     | -  | -  | 1  | -  | -  | 3  |
| 6  | 0   | Juan Pablo Montoya   | 9      | 24     | -  | 1  | 1  | -  | 1  | 3  |
| 7  | +2  | Takuma Satō          | 9      | 14     | -  | -  | 1  | -  | -  | 3  |
| 8  | −1  | Ralf Schumacher      | 9      | 12     | -  | -  | -  | -  | -  | 3  |
| 9  | −1  | Giancarlo Fisichella | 9      | 10     | -  | -  | -  | -  | -  | 1  |
| 10 | 0   | David Coulthard      | 9      | 9      | -  | -  | -  | -  | -  | 3  |
| 11 | +1  | Kimi Räikkönen       | 9      | 8      | -  | -  | -  | -  | -  | 5  |
| 12 | −1  | Felipe Massa         | 9      | 5      | -  | -  | -  | -  | -  | 3  |
| 13 | +4  | Olivier Panis        | 9      | 5      | -  | -  | -  | -  | -  | 2  |
| 14 | −1  | Cristiano da Matta   | 9      | 3      | -  | -  | -  | -  | -  | 4  |
| 15 | −1  | Nick Heidfeld        | 9      | 3      | -  | -  | -  | -  | -  | 5  |
| 16 | −1  | Mark Webber          | 9      | 3      | -  | -  | -  | -  | -  | 5  |
| 17 | −1  | Timo Glock           | 1      | 2      | -  | -  | -  | -  | -  | 0  |
| 18 | +1  | Zsolt Baumgartner    | 9      | 1      | -  | -  | -  | -  | -  | 3  |
| 19 | −1  | Christian Klien      | 9      | 0      | -  | -  | -  | -  | -  | 3  |
| 20 | 0   | Giorgio Pantano      | 8      | 0      | -  | -  | -  | -  | -  | 4  |
| 21 | 0   | Gianmaria Bruni      | 9      | 0      | -  | -  | -  | -  | -  | 6  |
| P  | +/− | Kierowca             | Starty | Punkty | P1 | P2 | P3 | PP | NO | NS |

### Konstruktorzy
| P  | +/− | Konstruktor      | Starty | Punkty | P1 | P2 | P3 | PP | NO | NS |
| -- | --- | ---------------- | ------ | ------ | -- | -- | -- | -- | -- | -- |
| 1  | 0   | Ferrari          | 18     | 142    | 8  | 6  | 1  | 6  | 8  | 1  |
| 2  | 0   | Renault          | 18     | 66     | 1  | -  | 2  | 1  | -  | 4  |
| 3  | 0   | BAR-Honda        | 18     | 58     | -  | 2  | 5  | 1  | -  | 4  |
| 4  | 0   | Williams-BMW     | 18     | 36     | -  | 1  | 1  | 1  | 1  | 7  |
| 5  | +1  | McLaren-Mercedes | 18     | 17     | -  | -  | -  | -  | -  | 8  |
| 6  | −1  | Sauber-Petronas  | 18     | 15     | -  | -  | -  | -  | -  | 4  |
| 7  | +1  | Toyota           | 18     | 8      | -  | -  | -  | -  | -  | 6  |
| 8  | −1  | Jordan-Ford      | 18     | 5      | -  | -  | -  | -  | -  | 9  |
| 9  | 0   | Jaguar-Cosworth  | 18     | 3      | -  | -  | -  | -  | -  | 8  |
| 10 | 0   | Minardi-Cosworth | 18     | 1      | -  | -  | -  | -  | -  | 9  |
| P  | +/− | Konstruktor      | Starty | Punkty | P1 | P2 | P3 | PP | NO | NS |

## Prowadzenie w wyścigu
| Nr | Kierowca           | Okrążenia   | Suma |
| -- | ------------------ | ----------- | ---- |
| 1  | Michael Schumacher | 6-41, 51-73 | 59   |
| 2  | Rubens Barrichello | 1-5, 42-50  | 14   |